# А это случилось в Виши
«А это случилось в Виши» — телевизионный спектакль по пьесе американского драматурга Артура Миллера «Это случилось в Виши» (1964). В пьесе поднята тема истребления евреев в годы нацистской оккупации Франции, а также рассматривается вопрос о значении ответственности, как личной, так и коллективной, за «зло мира». 
Театральная постановка в «Современнике» в 1987 году была крайне популярна в Москве. Телеспектакль был поставлен режиссёром и актёром Михаилом Козаковым в 1989 году. Козаков относил эту постановку к ряду своих главных работ 80-х годов, в их числе: «Фауст», «Маскарад», «Визит дамы», «И свет во тьме светит», «Безымянная звезда», «Покровские ворота».

## Сюжет
Виши, 1942 год. В подвале кирпичного здания оказываются различные люди. Сюда их привели немцы и французы-полицейские. Все они мужчины разного возраста и, как выясняется в ходе их знакомства, разного социального положения. Среди них: Врач, ветеран и участник Французской кампании 1940 года; Коммерсант, волнующийся, что опоздает на важную деловую встречу; Официант, знающий лично охранника-полицейского и немецкого офицера, которому подаёт каждое утро завтрак; Актёр-неудачник; Электромонтёр паровозного депо и одновременно коммунист-подпольщик; Художник, оставшийся в Виши из-за матери; Цыган и некий престарелый человек интеллигентного вида, как потом выясняется, австриец, Князь фон Берг, бежавший от нацистов во Францию.
Вскоре из комнаты наверху приходят Капитан французской полиции Виши и какой-то человек в штатском и забирают Коммерсанта, а в камеру приводят Старого еврея и Мальчика. Герои недоумевают, за что их задержали. Через некоторое время из комнаты выходит Коммерсант с пропуском и, ничего не сказав, отправляется на свободу. Некоторые задержанные, в частности Актёр, успокаиваются, считая, что это всё-таки или проверка документов, или немцам нужны рабочие руки. Однако не у всех документы в порядке, а Рабочий слышал о том, что множество людей загоняют в товарные железнодорожные вагоны и увозят куда-то на восток, возможно, в Польшу, поскольку машинистом паровоза был поляк. Следующим уводят Цыгана, а тем временем входит Немецкий офицер, которого узнаёт Врач, поскольку видел его как противника во время сражения в Амьене в 1940 году. Постепенно герои начинают догадываться, что полиция ищет евреев, поскольку при задержании тот самый человек в штатском (как оказалось, Профессор-расолог) измерял им всем носы, пристально рассматривал их внешность и вслушивался в их речь.
Тем временем Цыган, которого увели в комнату, не выходит, а полицейский приходит за следующим. Им оказывается Рабочий. Однако перед этим хозяин ближайшего кафе приносит проверяющим кофе, а заодно рассказывает Официанту, что ищут евреев и увозят, чтобы сжигать в печах. При этом узнают они о том, что задержанный является евреем не только по документам, а по ещё одному признаку. Официант сообщает положение дел остальным, однако Актёр не верит ему, заявляя, что он хорошо знает немцев, что это культурная нация, приличные люди и очень благодарная публика. Рабочий также не возвращается, приходят за Официантом. Он в истерике сопротивляется, капитан полиции избивает его, оскорбляет и с конвоем уводит в комнату наверх.
Наблюдая за этой сценой, Немецкий офицер предлагает Профессору спросить у задержанных, есть ли у них фальшивые документы, и подтвердить, что все они французы, и среди них нет евреев. Однако задержанные молчат. Понимая весь ужас происходящего, Врач хочет с помощью сокамерников обезвредить охранника и бежать, Актёр, самый сильный из присутствующих, возражает ему. Он уверен, что, раз соблюдает законы, не совершил никакого преступления, его «никто не тронет». Законы справедливы, ведь, если бы они не устраивали большинство, то они бы были отменены. Более того, он рассказывает о своём родственнике, который попал в Освенцим. Судя по его письмам оттуда, он вполне доволен жизнью, его даже научили работать. Врач, найдя кусок арматуры, вместе с Мальчиком идёт к выходу, но их останавливает Немецкий офицер. Он сообщает, что беглецы будут обречены, поскольку, кроме одного полицейского у входа, на улице стоят вооруженные часовые. Немецкий офицер говорит Врачу, что после ранения на фронте он был направлен сюда и то, что здесь происходит, для него самого является непостижимым. Врач не верит ему, они спорят, и Немецкий офицер в ярости, достав пистолет, говорит, что будет проверять всех и ему «плевать на них».
Следующим после Актёра уводят Художника, а за ними Мальчика и Старого еврея. Никто из них не вернулся. Остались только Врач и князь фон Берг. Ожидая своей очереди, они разговаривают. Наконец, уводят князя. Через некоторое время он возвращается с заветным пропуском, однако в последний момент отдаёт его Врачу, жертвуя таким образом собой.
В следующей сцене подвал, в центре которого стоят друг перед другом Немецкий офицер и Князь, наполняет множество новых задержанных. Среди толпы растерянных и испуганных людей стоит Христос, его лицо крупным планом последнее, что видит зритель.

## Критика
Постановка пьесы драматурга, произведения которого ранее были запрещены в СССР, стала возможна лишь с началом Перестройки. Критик Е. Сабашникова в отклике на телеспектакль Козакова отмечает, что он ушёл от излишней публицистичности прочтения материала, когда сильно искушение заострить некогда табуированные темы. Ведь совершенно естественно, что всё, что читается в настоящее время, к какой бы исторической эпохе не относилось, сопоставляется с современными событиями, «потому что мы пытаемся понять, что с нами произошло и как нам жить». Козаков, перенося на телеэкран произведение, темой которого является еврейский вопрос, абстрагировался, «он создал строгое и глубокое размышление о жизни и месте в ней человека». Отказ Козакова от имён собственных персонажей (у Миллера они названы по фамилиям) лишь подчёркивает, что случившееся с героями пьесы может произойти с любым человеком в любом месте и в любое время. Небольшое изменение названия пьесы Миллера также расширяет рамки возможного действия. Казаков словно предвидел ближайшее будущее, когда с распадом Советского Союза обострятся и конфликты на национальной почве.
Телеспектакль двуплановый: первый план, чётко сформулированный, — собственно действие, происходящее в подвале некоего здания, его предваряют документальные кадры — перед зрителем маршируют немецкие солдаты, появляются члены Гитлерюгенда, митинг национал-социалистов на переполненном стадионе, Гитлер в окружении своих приближённых, сцена подписания Пакта Молотова-Риббентропа, занятие немцами Парижа. Эти кадры подводят к повествованию о том, что является последствием произошедших исторических событий. Второй же план, скрытый, несёт смысловую нагрузку, раскрывает философскую сторону случившегося. Несмотря на то, что точно известно место и время действия: Виши в 1942 году, Виши здесь выступает не как конкретное место, а как «своеобразный символ предательства», столица государства, появившегося в результате договора с Гитлером, её название стало именем нарицательным, обозначающим позорную сделку.
Кирпичные арочные своды подвала и узкие стены коридоров, в которые заперты, зажаты испуганные люди, создают атмосферу тягостного предчувствия. Момент, когда происходит что-либо определённое и ужасное, постоянно акцентируется музыкой. Словно крик перед смертью она звучит, когда уводят очередную жертву. На фразе «людей сжигают в печах» мелодия перерастает в плач одинокого певца. Это соло вырастает в реквием, исполняемый хором, когда подвал заполняется новыми жертвами.
Трагическое положение выявляет истинную суть людей, стоящих перед смертью и цепляющихся за любую возможность, чтобы спастись, питающих безумную надежду. И это свойственно природе человеческой — вера в спасение до последнего. Телеспектакль Козакова — актёрский, именно исполнителям предстояло через диалоги раскрыть и характеры персонажей и их представление о том, что же на самом деле происходит. Не все роли имеют одинаковое значение, однако у каждого получился убедительный и содержательный образ: нахальный и напористый Коммерсант; простоватый и эмоциональный Художник; обязательный Официант, объятый страхом; держащийся из последних сил Электромонтёр, пытающийся объяснить причину войны с точки зрения классовой борьбы. Врач всё понимает и не склонен к самообману. По ходу диалога между Врачом и Актёром (разговор о возможном побеге), когда их лица показываются крупным планом, камера обращена на того, кто слушает. Таким образом режиссёр одномоментно фиксирует речь говорящего и реакцию его собеседника. Смена кадров усиливает их словесную дуэль — «усталое, умное» лицо Врача и лицо Актёра «растерянное, жалкое». Критик подчёркивает, что этот эпизод производит тягостное впечатление и напомнил ей то место из романа «Жизнь и судьба» Василия Гроссмана, где автор пишет об «удивительной особенности человеческой натуры» — покорности жертв в концентрационных лагерях перед лицом грядущей гибели.
Центральный персонаж — князь фон Берг. В исполнении В. Сафонова, хорошо знакомого зрителю по совсем другим ролям, он предстаёт пожилым и слабым человеком. Однако по ходу действия этот персонаж раскрывается с неожиданной стороны. Его слова, его поступки показывают, насколько силён духом этот казалось бы невзрачный человек. И лишь однажды прорвётся в нём его природный аристократизм, в его окрике: «Hände! Руки!» в ответ на бесцеремонный полицейский жест. Однако эта «избранность» не отделяет от общей участи, а делает сопричастным ей. Оставшись вдвоём с князем, Врач рассуждает о природе ненависти к евреям: для их ненавистников евреи — «другие», те, «чью муку невозможно разделить», те, чья смерть безразлична. «У каждого человека есть свой изгой, у каждой нации есть свои изгои, и у евреев есть свои евреи». Князь отказывается принимать слова Врача. Силу же он обретает с осознанием своей ответственности, с пониманием того, что пассивное неприятие зла не препятствует преступлениям, возможно даже содействует им. Так Немецкий офицер не одобряет проверку евреев, но это не мешает ему беспрекословно исполнять приказ, отнимая у них жизнь. У фон Берга есть своя история вины, Врач напоминает ему об этом: его двоюродный брат барон Кестлер, фашист, преследовал евреев. Однако князь старался это забыть, потому что преступления совершал близкий ему человек, которого он любил. И теперь, искупая свою вину, он спасает ценой своей жизни другого. В кульминационной сцене спектакля фон Берг остаётся один на один с Немецким офицером, два представителя интеллигенции, они молча стоят друг перед другом, и в этом немом, но напряжённом диалоге побеждает старик князь.
В финале лицо Христа, выхваченное камерой из толпы новых жертв, лицо Христа, смотрящего в глаза зрителю, напоминает, что все люди равны перед Богом. По мнению С. Рассадина, безрадостен — на одного спасённого приходится множество жертв — фон Берг пожертвовал собой, но его подвиг, нужен ли он, зачем он?.
В своё время, за два десятка лет до постановки Козакова, в театре «Современник» был закрыт спектакль по пьесе Миллера. Как вспоминал С. Рассадин, было ясно, что причиной стала тема произведения, преследование евреев в годы Второй мировой войны. Этот запрет очень повлиял, по признанию критика, на его восприятие пьесы. И лишь спустя годы, посмотрев телеспектакль и перечитав после этого произведение Миллера, он принял его общечеловеческий смысл без умаления значимости трагедии еврейского народа.

## История постановок пьесы Миллера в СССР. Восприятие
В 1967 году пьесу Миллера поставил московский «Современник» (режиссёр Марлен Хуциев, постановка Олега Ефремова), но спектакль был запрещён. Козаков (в то время он работал в «Современнике»), в связи с одним из визитов актёров к К. Симонову, подчеркнул в своих воспоминаниях, что тот сделал «много хорошего» для театра и не раз отстаивал «непроходные» постановки, в том числе с его помощью зрители увидели «Провинциальные анекдоты» А. Вампилова и «Монумент» Э. Ветемаа. Симонов бывал на сдачах спектаклей и участвовал в их обсуждениях. Однако «Это случилось в Виши» спасти не смог или «не захотел». При этом он перевёл другую пьесу Миллера, с которым дружил, «Цену», и она шла в БДТ у Товстоногова. Как отмечает С. Рассадин, сомнений не было, за что спектакль был закрыт: «не в чести была „еврейская тема“».
Весной 1987 года в «Современнике» был выпущен спектакль, возобновлённый Хуциевым, режиссёром выступил Игорь Кваша. Постановка «Современника» стала очень популярной в Москве, на неё невозможно было достать билеты. По свидетельству Максима Шраера, собиравшегося в это время уехать из СССР: «Слишком многое в этой пьесе напоминало наше положение, положение отказников, положение советских евреев». Сам Козаков, вспоминая то время, когда он эмигрировал в Израиль, писал: «„Виши“ часто вспоминают новые израильтяне в связи со своим решением отвалить на историческую родину. Стало быть, добавил я абсорбированных своей постановкой, увеличил население Израиля на какой-то малый процент».

## В ролях
| Актёр                 | Роль                                                        |
| --------------------- | ----------------------------------------------------------- |
| Михаил Козаков        | Бывший французский офицер-артиллерист, а ныне врач-психиатр |
| Григорий Лямпе        | Официант                                                    |
| Виталий Ованесов      | Электромонтёр в паровозном депо, коммунист-подпольщик       |
| Константин Кравинский | Художник                                                    |
| Игорь Кашинцев        | Коммерсант                                                  |
| Михаил Филиппов       | Актёр                                                       |
| Владимир Ферапонтов   | Цыган                                                       |
| Рома Мигунов          | Мальчик                                                     |
| Александр Роговин     | Старый еврей                                                |
| Всеволод Сафонов      | Князь фон Берг                                              |
| Георгий Тараторкин    | Немецкий офицер                                             |
| Игорь Янковский       | Капитан французской полиции                                 |
| Николай Прокопович    | Профессор                                                   |
| Кирилл Козаков        | Христос                                                     |